# Lista posiadaczek Women’s World Championship (WWE)
Women’s World Championship to mistrzostwo przeznaczone dla kobiet promowane przez amerykańską federację profesjonalnego wrestlingu WWE, które bronione jest przez zawodniczki należące do brandu Raw. Podobnie jak w przypadku większości tytułów mistrzowskich w wrestlingu, zdobywczyni tytułu mistrzowskiego jest wyłaniana na podstawie ustalonego wcześniej scenariusza.
W wyniku draftu, pod koniec lipca 2016, ówczesna posiadaczka WWE Women’s Championship Charlotte została przeniesiona do brandu Raw, pozostawiając SmackDown bez mistrzostwa kobiet. 23 sierpnia, tuż po gali SummerSlam generalny menedżer SmackDown Daniel Bryan, wraz z komisarzem SmackDown Shanem McMahonem ogłosili WWE SmackDown Women’s Championship, którego inauguracyjna posiadaczka zostanie wyłoniona, w Six-Pack Elimination Challenge pomiędzy Becky Lynch, Alexą Bliss, Carmellą, Natalyą, Naomi oraz Nikki Bellą na Backlash. Pojedynek zwyciężyła Becky Lynch, która jako ostatnią wyeliminowała Carmellę, aby zostać pierwszą, w historii posiadaczką SmackDown Women’s Championship.
Tytuł mistrzowski posiadało 13 zawodniczek. Charlotte Flair to rekordowa, siedmiokrotna zdobywczyni tytułu. Czwarte panowanie Flair było najkrótszym ze wszystkich i trwało zaledwie 5 minut. Bayley i Rhea Ripley trzymały mistrzostwo przez 380 dni, najdłużej ze wszystkich mistrzyń. Asuka to najstarsza mistrzyni, wygrywając mistrzostwo w wieku 37 lat, a Alexa Bliss to najmłodsza mistrzyni, będąc w wieku 25 lat, kiedy zdobyła tytuł po raz pierwszy.
Obecnie tytuł jest zwakowany. Poprzednia mistrzyni Naomi zrzekła się tytułu z powodu pójścia na urlop macierzyński na odcinku Raw z 18 sierpnia 2025 roku.

## Historia tytułu

### Nazwy
| Nazwa                              | Lata                               |
| ---------------------------------- | ---------------------------------- |
| WWE SmackDown Women’s Championship | 23 sierpnia 2016 – 12 czerwca 2023 |
| Women’s World Championship         | od 12 czerwca 2023                 |

### Panowania
Na stan z 19 sierpnia 2025
| Nr        | Ogólny numer panowania                                                     |
| Panowanie | Liczba panowań konkretnego mistrza                                         |
| Dni       | Liczba dni panowania                                                       |
| Dni roz.  | Dni panowania, które są uznawane przez federację na jej oficjalnej stronie |
| +         | Oznacza, że liczba dni w posiadaniu wzrasta z kolejnym dniem               |

| Nr             | Mistrzyni       | Zmiana mistrza            | Zmiana mistrza                | Zmiana mistrza           | Statystyki panowania | Statystyki panowania | Statystyki panowania | Notka | Odn.   |
| Nr             | Mistrzyni       | Data                      | Gala                          | Miejsce                  | Panowanie            | Dni                  | Dni roz.             | Notka | Odn.   |
| -------------- | --------------- | ------------------------- | ----------------------------- | ------------------------ | -------------------- | -------------------- | -------------------- | --- | ------ |
| WWE: SmackDown |                 |                           |                               |                          |                      |                      |                      | |        |
| 1              | Becky Lynch     | 11 września 2016(dts)     | Backlash                      | Richmond, VA             | 1                    | 84                   | 84                   | Pokonała Alexę Bliss, Carmellę, Naomi, Natalyę i Nikki Bellę w Six-pack elimination challenge’u stając się inauguracyjną mistrzynią. | [ 5 ]  |
| 2              | Alexa Bliss     | 4 grudnia 2016(dts)       | TLC: Tables, Ladders & Chairs | Dallas, TX               | 1                    | 70                   | 69                   | Był to Tables match. | [ 6 ]  |
| 3              | Naomi           | 12 lutego 2017(dts)       | Elimination Chamber           | Phoenix, AZ              | 1                    | 9                    | 8                    | | [ 7 ]  |
| —              | Wakat           | 21 lutego 2017(dts)       | SmackDown Live                | Ontario, CA              | —                    | —                    | —                    | Tytuł został zwakowany po tym jak Naomi doznała kontuzji kolana. | [ 8 ]  |
| 4              | Alexa Bliss     | 21 lutego 2017(dts)       | SmackDown Live                | Ontario, CA              | 2                    | 40                   | 40                   | Pokonała Becky Lynch w walce o zwakowany tytuł. | [ 8 ]  |
| 5              | Naomi           | 2 kwietnia 2017(dts)      | WrestleMania 33               | Orlando, FL              | 2                    | 140                  | 139                  | Był to Six-pack challenge, w którym brały również udział Becky Lynch, Carmella, Mickie James i Natalya. | [ 9 ]  |
| 6              | Natalya         | 20 sierpnia 2017(dts)     | SummerSlam                    | Brooklyn, NY             | 1                    | 86                   | 86                   | | [ 10 ] |
| 7              | Charlotte Flair | 14 listopada 2017(dts)    | SmackDown Live                | Charlotte, NC            | 1                    | 147                  | 146                  | | [ 11 ] |
| 8              | Carmella        | 10 kwietnia 2018(dts)     | SmackDown Live                | Nowy Orlean, LA          | 1                    | 131                  | 130                  | Wykorzystała swój kontrakt Money in the Bank. | [ 12 ] |
| 9              | Charlotte Flair | 19 sierpnia 2018(dts)     | SummerSlam                    | Brooklyn, NY             | 2                    | 28                   | 27                   | Był to Triple threat match, w którym brała również udział Becky Lynch. | [ 13 ] |
| 10             | Becky Lynch     | 16 września 2018(dts)     | Hell in a Cell                | San Antonio, TX          | 2                    | 91                   | 91                   | | [ 14 ] |
| 11             | Asuka           | 16 grudnia 2018(dts)      | TLC: Tables, Ladders & Chairs | San Jose, CA             | 1                    | 100                  | 99                   | Był to Triple threat Tables, Ladders and Chairs match, w którym brała również udział Charlotte Flair. | [ 15 ] |
| 12             | Charlotte Flair | 26 marca 2019(dts)        | SmackDown Live                | Uncasville, CT           | 3                    | 13                   | 12                   | | [ 16 ] |
| 13             | Becky Lynch     | 8 kwietnia 2019(dts)      | WrestleMania 35               | East Rutherford, NJ      | 3                    | 41                   | 41                   | Był to Winner Takes All Triple threat match, w którym na szali znalazło się zarówno Raw Women’s Championship jak i SmackDown Women’s Championship, w walce brała również udział Ronda Rousey, która broniła Raw Women’s Championship. | [ 17 ] |
| 14             | Charlotte Flair | 19 maja 2019(dts)         | Money in the Bank             | Hartford, CT             | 4                    | <1                   | <1                   | | [ 18 ] |
| 15             | Bayley          | 19 maja 2019(dts)         | Money in the Bank             | Hartford, CT             | 1                    | 140                  | 140                  | Wykorzystała swój kontrakt Money in the Bank. | [ 18 ] |
| 16             | Charlotte Flair | 6 października 2019(dts)  | Hell in a Cell                | Sacramento, CA           | 5                    | 5                    | 4                    | | [ 19 ] |
| 17             | Bayley          | 11 października 2019(dts) | SmackDown                     | Paradise, NV             | 2                    | 380                  | 379                  | | [ 20 ] |
| 18             | Sasha Banks     | 25 października 2020(dts) | Hell in a Cell                | Orlando, FL              | 1                    | 167                  | 167                  | Był to Hell in a Cell match. | [ 21 ] |
| 19             | Bianca Belair   | 10 kwietnia 2021(dts)     | WrestleMania 37 Noc 1         | Tampa, FL                | 1                    | 133                  | 132                  | | [ 22 ] |
| 20             | Becky Lynch     | 21 sierpnia 2021(dts)     | SummerSlam                    | Paradise, NV             | 4                    | 62                   | 62                   | Bianca Belair pierwotnie miała bronić tytułu przeciwko Sashy Banks; jednak przed rozpoczęciem walki ogłoszono, że Banks nie może rywalizować z nieujawnionych powodów. Carmella została następnie ogłoszona jako jej nowa przeciwniczka, ale Lynch niespodziewanie wróciła z urlopu macierzyńskiego, wyeliminowała Carmellę i wyzwała Belair na zaimprowizowaną walkę, którą Belair zaakceptowała. | [ 23 ] |
| 21             | Charlotte Flair | 22 października 2021(dts) | SmackDown                     | Wichita, KS              | 6                    | 198                  | 197                  | Na skutek draftu ówczesna posiadaczka SmackDown Women’s Championship Becky Lynch została przeniesiona na Raw, natomiast posiadaczka Raw Women’s Championship Charlotte Flair otrzymała transfer na SmackDown. Aby utrzymać oba tytuły na swoich brandach obie panie wymieniły się mistrzostwami.                                                                                                   | [ 24 ] |
| 22             | Ronda Rousey    | 8 maja 2022(dts)          | WrestleMania Backlash         | Providence, RI           | 1                    | 55                   | 55                   | Był to „I Quit” match. | [ 25 ] |
| 23             | Liv Morgan      | 2 lipca 2022(dts)         | Money in the Bank             | Paradise, NV             | 1                    | 98                   | 97                   | Wykorzystała swój kontrakt Money in the Bank. | [ 26 ] |
| 24             | Ronda Rousey    | 8 października 2022(dts)  | Extreme Rules                 | Filadelfia, PA           | 2                    | 83                   | 83                   | Był to Extreme Rules match. | [ 27 ] |
| 25             | Charlotte Flair | 30 grudnia 2022(dts)      | SmackDown                     | Tampa, FL                | 7                    | 92                   | 92                   | | [ 28 ] |
| 26             | Rhea Ripley     | 1 kwietnia 2023(dts)      | WrestleMania 39 Noc 1         | Inglewood, CA            | 1                    | 380                  | 379                  | Tytuł stał się ekskluzywny dla brandu Raw, kiedy to Rhea Ripley została przeniesiona na Raw podczas draftu. Nazwa tytułu została zmieniona na Women’s World Championship 12 czerwca 2023 roku, ponieważ tytuł nie był już wyłączny dla SmackDown. | [ 29 ] |
| WWE: Raw       |                 |                           |                               |                          |                      |                      |                      | |        |
| —              | Wakat           | 15 kwietnia 2024(dts)     | Raw                           | Montreal, QC, Kanada     | —                    | —                    | —                    | Rhea Ripley zwakowała tytuł z powodu kontuzji ramienia. | [ 30 ] |
| 27             | Becky Lynch     | 22 kwietnia 2024(dts)     | Raw                           | Columbus, OH             | 5                    | 33                   | 32                   | Był to 14-osobowy Battle Royal o zwakowany tytuł. Lynch wyeliminowała jako ostatnią Liv Morgan. | [ 31 ] |
| 28             | Liv Morgan      | 25 maja 2024(dts)         | King and Queen of the Ring    | Dżudda, Arabia Saudyjska | 2                    | 226                  | 226                  | | [ 32 ] |
| 29             | Rhea Ripley     | 6 stycznia 2025(dts)      | Premiera Raw na Netflixie     | Inglewood, CA            | 2                    | 56                   | 56                   | | [ 33 ] |
| 30             | Iyo Sky         | 3 marca 2025(dts)         | Raw                           | Buffalo, NY              | 1                    | 132                  | 132                  | | [ 34 ] |
| 31             | Naomi           | 13 lipca 2025(dts)        | Evolution                     | Atlanta, GA              | 1                    | 36                   | 36                   | Wykorzystała swój kontrakt Money in the Bank podczas walki Iyo Sky z Rheą Ripley, zmieniając go w triple threat match. | [ 35 ] |
| —              | Wakat           | 18 sierpnia 2025(dts)     | Raw                           | Filadelfia, PA           | —                    | —                    | —                    | Naomi musiała zrzec się tytułu z powodu urlopu macierzyńskiego, ponieważ Naomi ogłosiła, że jest w ciąży ze swoim pierwszym dzieckiem. | [ 4 ]  |

## Łączna ilość posiadań
Stan na 19 sierpnia 2025.
| † | Oznacza obecną mistrzynię |

| Miejsce | Mistrzyni       | Liczba panowań | Łączna liczba dni | Łączna liczba dni według WWE |
| ------- | --------------- | -------------- | ----------------- | ---------------------------- |
| 1       | Bayley          | 2              | 520               | 519                          |
| 2       | Charlotte Flair | 7              | 483               | 479                          |
| 3       | Rhea Ripley     | 2              | 436               | 435                          |
| 4       | Liv Morgan      | 2              | 324               | 323                          |
| 5       | Becky Lynch     | 5              | 311               | 310                          |
| 6       | Naomi           | 3              | 185               | 182                          |
| 7       | Sasha Banks     | 1              | 167               | 167                          |
| 8       | Ronda Rousey    | 2              | 138               | 138                          |
| 9       | Bianca Belair   | 1              | 133               | 132                          |
| 10      | Iyo Sky         | 1              | 132               | 131                          |
| 11      | Carmella        | 1              | 131               | 130                          |
| 12      | Alexa Bliss     | 2              | 110               | 109                          |
| 13      | Asuka           | 1              | 100               | 99                           |
| 14      | Natalya         | 1              | 86                | 86                           |